# Фридлант-над-Остравици
Фри́длант-над-О́стравици (чеш. Frýdlant nad Ostravicí, нем. Friedland an der Ostrawitza) — небольшой город на северо-востоке Чехии. Расположен в Моравскосилезском крае, в районе Фридек-Мистек. Город стоит на берегу реки Остравице. Население — 9824 чел. (по данным переписи 2004 года).

## История
Первые упоминания о Фридланте относятся к середине XIII столетия и связаны с немецкими колонистами, осваивашими эти земли в то время. В 1402 году этот район приобрёл тешинский князь Пшемыслав I. Город участвовал в Гуситских войнах.
В 1625 году городу были дарованы некоторые привилегии, в частности, население города было освобождено от части своих работ на ольмюцкого епископа, к ведомству которого относился Фридлант. Во время Тридцатилетней войны город попеременно захватывали то австрийцы, то поляки, в 1642 году эти земли временно были оккупированы шведскими войсками.
Однако, в это же время началось развиваться производство; в 1618—1620 гг. в городе появились первые железоплавильные котлы. При производстве железа использовался сидерит; на топливо шла древесина. Этот период истории Фридланта нашёл своё отражение и в символах города — флаге и гербе.
Однако в начале второй половины XVIII века промышленное значение города началось снижаться; Фридлант сменил свою производственную специализацию на изготовление эмалированных изделий.
В 1871 году город был соединён железной дорогой с Остравой. В 1895 году появилась телефонная связь, четырьмя годами позже был проведён телеграф.
После распада Австро-Венгрии город вошёл в состав новообразованного государства Чехословакии. 14 марта 1939 года эти земли были оккупированы немецкими войсками в ходе раздела Чехословакии. Фридлант-над-Остравици был освобождён частями Красной армии 5 мая 1945 года.
После Второй мировой войны Фридлант вновь вошёл в состав Чехословакии, а с 1993 г., после её распада, в состав Чехии.

## Туризм и спорт
|  |

Город и его окрестности являются популярными местами у туристов. Во Фридланте развита гостиничная сеть. Действуют теннисные корты и спортивный комплекс. Любителей экологического туризма привлекают также расположенные неподалёку от города Моравско-Силезские Бескиды.

## Население
| Год  | Численность | Численность |
| ---- | ----------- | ----------- |
| 1869 | 3758        | [ 7 ]       |
| 1880 | 4062        | [ 7 ]       |
| 1890 | 4091        | [ 7 ]       |
| 1900 | 4051        | [ 7 ]       |
| 1910 | 4590        | [ 7 ]       |
| 1921 | 4668        | [ 7 ]       |
| 1930 | 5558        | [ 7 ]       |
| 1950 | 5677        | [ 7 ]       |
| 1961 | 6702        | [ 7 ]       |
| 1970 | 8013        | [ 7 ]       |
| 1980 | 9229        | [ 7 ]       |
| 1991 | 9718        | [ 7 ]       |
| 2001 | 9791        | [ 7 ]       |
| 2014 | 9773        | [ 8 ]       |
| 2016 | 9910        | [ 9 ]       |
| 2017 | 9895        | [ 10 ]      |
| 2018 | 9940        | [ 11 ]      |
| 2019 | 9964        | [ 12 ]      |
| 2020 | 9922        | [ 13 ]      |
| 2021 | 9926        | [ 14 ]      |
| 2022 | 9796        | [ 15 ]      |
| 2023 | 9890        | [ 16 ]      |
| 2024 | 9923        | [ 2 ]       |

## Города-побратимы
- Радебург, Германия